# Bárbara Garcia Duarte
Bárbara Garcia Duarte (* 5. September 1990 in São José do Rio Preto, São Paulo) ist eine brasilianische Volleyballspielerin.

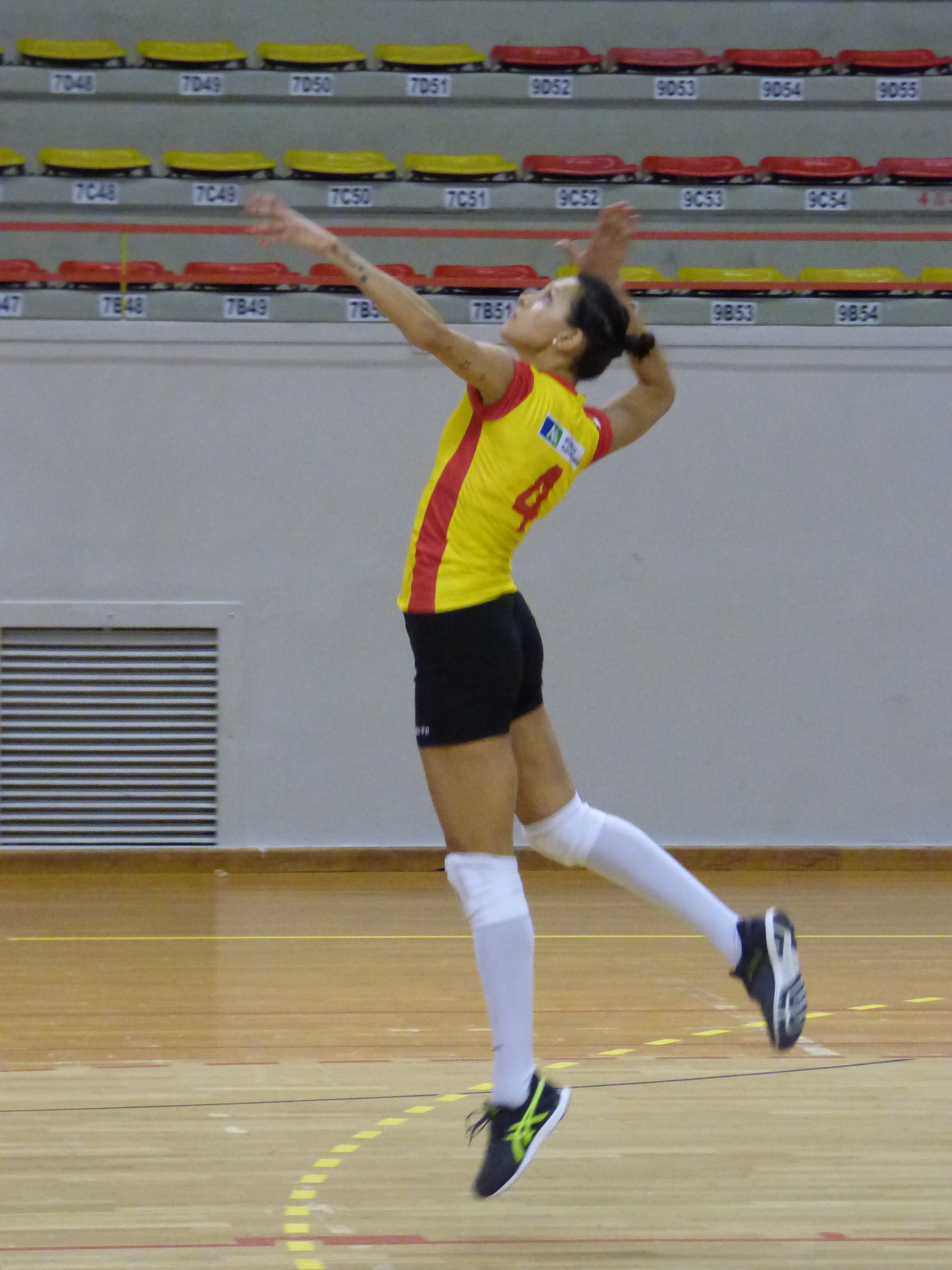
2014 in Bordeaux

## Karriere
Garcia Duarte spielte von 2004 bis 2010 bei verschiedenen Klubs in ihrer Heimat. 2007 und 2008 gewann sie die brasilianische Meisterschaft. In der Saison 2010/11 spielte sie beim spanischen Zweitligisten Club Voleibol Emevé. Anschließend wechselte die Mittelblockerin zum deutschen Bundesligisten Köpenicker SC. Später spielte Garcia Duarte in Frankreich bei Bordeaux Mérignac Volley. Von 2015 bis 2017 spielte sie in der Schweiz für Sm’Aesch Pfeffingen, mit dem sie zweimal die nationale Vizemeisterschaft gewann. Anschließend war sie beim Ligakonkurrenten Volley Köniz aktiv. Im Jahr 2019 spielte sie für kurze Zeit in der portugiesischen Liga bei Lusófona Voleibol und seit 2020 für EC Orléans Volley in Frankreich.